# Harald Strößenreuther
Harald Strößenreuther   (Höchstädt im Fichtelgebirge, p. dècada del 1950) és un antic pilot d'enduro alemany de renom internacional durant les dècades del 1970 i 1980. Sempre amb l'equip oficial de KTM, al llarg de la seva carrera va guanyar dos Campionats d'Europa de 125cc (1977 i 1982) i diversos d'Alemanya (entre altres, el de 500cc de 1985). Va guanyar també el Campionat d'Alemanya de motocròs de 125cc l'any 1977.